# Alien Hunter
Pour plus de détails, voir Fiche technique et Distribution.
Alien Hunter est un film américano-bulgare réalisé par Ron Krauss, diffusé le 19 juillet 2003 sur Sci Fi Channel.

## Synopsis
La boîte noire d'un vaisseau extra-terrestre est retrouvée au Pôle Sud où le gouvernement américain a un centre de recherches botaniques expérimentales. Des scientifiques essayent de décoder les informations sur l'engin...

## Fiche technique
- Titre : Alien Hunter
- Titre original : Alien Hunter
- Réalisation : Ron Krauss
- Scénario : J.S. Cardone, d'après une histoire de J.S. Cardone et Boaz Davidson
- Musique : Tim Jones
- Photographie : Darko Suvak
- Montage : Amanda I. Kirpaul
- Distribution : Mary Jo Slater et Laura Sotirova
- Décors : William Ladd Skinner
- Costumes : Katherine Jane Bryant
- Effets spéciaux de maquillage : Scott Wolfram
- Conception de la créature : Brian Wade
- Supervision des effets spéciaux : Brian Wade et Willie Botha
- Supervision des effets visuels : Simeon Asenov et Iva Petkova
- Producteurs : Boaz Davidson, Scott Einbinder, Carol Kottenbrook, Danny Lerner et David Varod
- Producteurs exécutifs : J.S. Cardone, Danny Dimbort, Avi Lerner et Trevor Short
- Producteurs associés : Craig Antioco et Dylan Tarason
- Pays d'origine : États-Unis, Bulgarie
- Format : Couleurs - 1,85:1 - Dolby Digital - 35 mm
- Genre : Science-fiction
- Durée : 92 minutes
- Dates de sortie : 19 juillet 2003 (États-Unis), 10 juillet 2006 (France)

## Distribution
- James Spader : Julian Rome
- Janine Eser : Docteur Kate Brecher
- John Lynch : Docteur Michael Straub
- Nikolai Binev : Docteur Alexi Gierach
- Leslie Stefanson : Nyna Olson
- Aimee Graham : Shelly Klein
- Stuart Charno : Abell
- Carl Lewis : Grisham
- Svetla Vasileva : Dacia
- Roy Dotrice : Docteur John Bachman
- Woody Schultz : Sam
- Joel Polis : Copeland
- Bert Emmett : Gordon Osler
- Dobrin Dosev : Capitaine Sokolov
- Atanas Atanasov : Xo Volkov
- Hristo Chopov : Navigateur Petrenko

## DVD
Le film est sorti sur le support DVD en France :
- Alien Hunter (DVD-9 Keep Case) sorti le 5 novembre 2003 édité par Sony Pictures et distribué par Sony Pictures Home Entertainment. Le ratio écran est en 1.85:1 panoramique 16:9. L'audio est en Français, Anglais et Allemand 5.1 Dolby Digital avec présence de sous-titres français, anglais, allemands et turcs. En suppléments les commentaires audio du réalisateur, des scènes supplémentaires, documentaires sur les lieux de tournage, making of, comparaison storyboard / Film, galerie de photos et bandes annonces de l'éditeur. Il s'agit d'une édition Zone 2 Pal[1].